# Mont San Lorenzo (Espagne)
Pour les articles homonymes, voir Mont San Lorenzo.
Le mont San Lorenzo, avec 2 271 m d'altitude, est la plus haute montagne de La Rioja (Espagne) et la deuxième du système Ibérique après le Moncayo. Il appartient au massif de la Demanda.
La principale voie d'accès se fait par les routes LR-415 et LR-416 qui montent depuis la commune d'Ezcaray.
Sur les flancs de la montagne, on trouve la station de ski alpin de Valdezcaray.